# Great Bend (Kansas)
Great Bend è un comune degli Stati Uniti d'America, situato nello Stato del Kansas, nella contea di Barton, della quale è capoluogo.

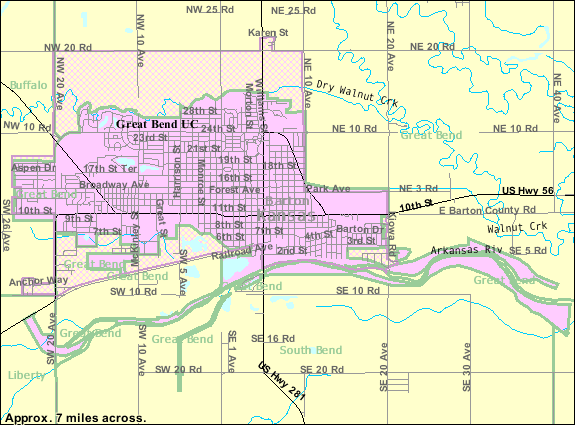